# Тамарак (Флорида)
Тамарак (англ. Tamarac) — город в США в округе Брауард штата Флорида. Входит в агломерацию Майами. По данным переписи 2020 года, население города составляло 71 897 человек.

## История

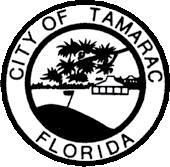
Монохромное изображение первой официальной печати города, использовавшейся с 1963 по 1991 год.

В начале 1960-х годов молодой застройщик Кен Беринг приехал со Среднего Запада и скупил землю там, где смог, создав активное сообщество для взрослых с двухкомнатными домами, не требующими обслуживания. Он назвал свой новый город Тамарак, в честь расположенного неподалёку загородного клуба «Тамарак» в Окленд-парке.
В 1963 году Беринг построил, а Джесси Пилч продал первый городской жилой комплекс к востоку от шоссе №7 – жилой комплекс Tamarac Lakes Section One и Section Two. Затем появились дома, построенные на месте бывшей апельсиновой рощи под названием Tamarac Lakes North и Tamarac Lakes Boulevard. Четырьмя последними жилыми комплексами Беринга стали жилой комплекс Tamarac Lakes South, затем жилой комплекс Mainlands of Tamarac Lakes к западу от шоссе №7 и, наконец, жилой комплекс Woodlands.